# Region Cacheu
Region Cacheu (port. região de Cacheu) – jeden z dziewięciu regionów w Gwinei Bissau, zajmujący zachodnią część kraju. Stolicą regionu jest Cacheu.
Region zajmuje 5174 km² i jest zamieszkany przez 192 010 osób.